# Ryu Hyun-woo
Ryu Hyun-woo (coreano: 류현우) es un exembajador de Corea del Norte en Kuwait. En setiembre de 2019, Ryu desertó a Corea del Sur. La esposa de Ryu es hija de Jon Il-chun, quien supervisó las operaciones de la Room 39 de Corea del Norte durante más de una década. Ryu fue asignado a Siria desde 2010 hasta 2013.